# Anomis costifuscata
Anomis costifuscata là một loài bướm đêm trong họ Erebidae.